# Joseph von Zahn
Joseph Zahn , seit 1875 von Zahn (* 22. Oktober 1831 in Groß-Enzersdorf; † 9. August 1916 in Baden-Baden) war ein österreichischer Historiker und Archivar.

## Leben und Wirken
Nach dem Abschluss seiner Schulzeit am Akademischen Gymnasium in Wien (1848) studierte Zahn seit 1850/51 zunächst Rechtswissenschaft, von 1855 bis 1858 Geschichte an der Universität Wien. Von 1857 bis 1859 absolvierte er die Archivarsausbildung am Institut für Österreichische Geschichtsforschung. In der Zeit von 1859 bis 1861 lehrte er als außerordentlicher Professor an der Rechtsakademie Preßburg. Seit 1861 war er dann als Archivar am Archiv des Joanneums in Graz tätig, außerdem stand er dort dem Münz- und Antikenkabinett vor. Durch die von ihm begründete Zusammenlegung von Archiven entstand 1868 das Steiermärkische Landesarchiv, das Zahn von 1873 bis 1905 leitete. Im Jahre 1866 habilitierte er sich an der Universität Graz für Paläographie und Diplomatik und lehrte dort als Privatdozent.
Neben historischen Arbeiten zur Geschichte der Steiermark hat sich Zahn vor allem durch Akten- und Urkundeneditionen des Steiermärkischen Landesarchivs einen Namen gemacht. 
Zahn gehörte mehreren wissenschaftlichen Institutionen an. 1875 erfolgte seine Nobilitierung. Die Universität Leipzig verlieh ihm 1879 die Ehrendoktorwürde.

## Schriften (Auswahl)
- (Hrsg.): Anonymi Leobiensis chronicon. Leuschner & Lubensky, Graz 1865.
- Über die Ordnung der Urkunden im Archive des st. l. Joanneums in Graz. Leuschner, Graz 1867.
- Archivalische Untersuchungen in Friaul und Venedig. In: Beiträge zur Kunde steiermärkischer Geschichtsquellen. Bd. 7 (1870), S. 56–140.
- Zur Geschichte des landschaftlichen Archivwesens in Steiermark. Leuschner & Lubensky, Graz 1870.
- (Bearb.): Codex diplomaticus Austriaco-Frisingensis. Sammlung von Urkunden und Urbaren zur Geschichte der ehemals freisingischen Besitzungen in Österreich. Bd. 1–3 (= Fontes rerum Austriacarum. 2. Abt., Bd. 31, 35 u. 36). Gerold, Wien 1870/1871.
- Urkundenbuch des Herzogthums Steiermark. Bd. 1–3. Verlag des Historischen Vereins für Steiermark, Graz 1875–1903.
- Ueber Materialien zur inneren Geschichte der Zünfte in Steiermark. Selbstverlag, Graz 1877/1878.
- Stiria illustrata. Leuschner & Lubensky, Graz 1882/1889.
- Ortsnamenbuch der Steiermark im Mittelalter. Hölder, Wien 1893.
- Styriaca. Gedrucktes und Ungedrucktes zur steiermärkischen Geschichte und Culturgeschichte. Drei Bände. Moser, Graz 1894–1905.
- Steiermark im Kartenbilde der Zeiten. Moser, Graz 1895.
- (Bearb.): Kataloge des Steiermärkischen Landesarchives. I. Joanneumsarchiv 1. Handschriften. Moser, Graz 1898/1899.
- Katalog der Gültschätzungen (= Kataloge des Steiermärkischen Landesarchives. Abt. II, Nr. 5, 2). Moser, Graz 1900.